# Turan Futbol Kluby
Turan Futbol Kluby (Em inglês: Turan Footbol Club) é um clube de futebol do Turcomenistão baseado na cidade de  . O clube disputa a primeira divisão do Campeonato Turcomeno de Futebol, chamada no país de . O seu estádio é o Sport Toplumy Stadium. Em maio de 2010, o clube mudou seu nome para Daşoguz de Turan Daşoguz pela decisão da Federação de Futebol de Turcomenistão. Mas em 2016 retornou o nome antigo.

## Conquistas
Copa do Turcomenistão: (1)
Campeão em 1995
e Finalista em 1994